# Прича о пријатељу у поноћ
Прича о пријатељу у поноћ (или прича о упорном суседу) је једна од познатих Исусових алегоријских прича из Новог завета.
Прича говори о човеку који је без саосећања али на крају попушта захтевима упорног суседа да му не би више досађивао. Наравоученије приче је да треба бити истрајан у молитви и никада не одустати.
Ова прича се налази у новозаветном јеванђељу по Луки (11:5-8).

## Прича
Еванђеље по Луки преноси следећу Исусову причу:

## Тумачења
У наставку Лукиног јеванђења, Исус сам разјашњава значење своје алегоријске приче, објашњавајући да упорност у молитви рађа плодом:
Џоел Грин сматра да уводну фразу ("ко од вас има пријатеља?") треба схватити у смислу "можете ли замислити таквог пријатеља?", (односно "има ли таквог пријатеља?"), и да је њена намера емпатички одговор „не!", јер ни један пријатељ не би одбио помоћ у таквој ситуацији. Било како било, Исус закључује да чак иако пријатељство није довољан мотив, ипак ћемо добити помоћ бар због упорности и досађивања. Ова Исусова алегоријска прича представља подстицај на молитву његовим ученицима. Прича о неправедном судији има слично наравоучење.